# Troizki-Brücke
Die Troizki-Brücke (russisch Троицкий мост Troizki most, „Brücke der Dreifaltigkeit“) überquert die Newa in Sankt Petersburg. Zur Zeit der Sowjetunion hieß sie Kirow-Brücke (der KP-Funktionär lebte von 1886 bis 1934). Sie verbindet das Marsfeld mit dem Troizki-Platz auf der Petrograder Seite.
Auf der Achse der Brücke verläuft der Meridian von Pulkowo.

## Baugeschichte
Im Jahr 1892 wurde ein Wettbewerb zur Konstruktion der Brücke ausgeschrieben. Obwohl die Firma von Gustave Eiffel das Preisgeld von 6000 Rubel gewann, wurde die Brücke dann von einer anderen französischen Firma, der Société de Construction des Batignolles, heute Spie Batignolles, die nicht am Wettbewerb teilgenommen hatte, gebaut.
Baubeginn war am 12. August 1897, mit der Grundsteinlegung durch den damaligen französischen Präsidenten Félix Faure. Im Jahre 1903, pünktlich zur 200-Jahr-Feier von St. Petersburg, wurde die Brücke fertiggestellt. Es war die dritte, permanente Brücke über die Newa.
Ursprünglich bestand die Brücke aus neun Bögen. Auf den dreibögigen Viadukt am rechten Newa-Ufer aus Granit folgen fünf Metallbögen, und am linken Ufer war eine zweiteilige Klappbrücke. Diese wurde 1965–67 durch eine neue, 43 Meter breite Klappbrücke, im gleichen Stil wie die schon vorhandenen Metallbögen, und einen großen Granitbogen ersetzt.